# Michele Cantone
Michele Cantone (Palermo, 12 agosto 1857 – Napoli, 26 marzo 1932) è stato un fisico italiano.

## Biografia
Compiuti gli studi secondari nella sua città natale, si iscrisse alla Facoltà di Scienze dell'Università di Roma, laureandosi in fisica nel 1880 con Pietro Blaserna di cui, subito dopo, divenne assistente presso la Scuola d'applicazione per ingegneri di Roma fino al 1884, quando passò all'Istituto di Studi Superiori di Firenze quale assistente di Antonio Roiti.
Nel 1885, passò all'insegnamento nel R. Liceo classico di Palermo, esercitando, al contempo, il ruolo di assistente all'Istituto di Fisica della locale università, alla cattedra di Damiano Macaluso. Qui rimase fino al 1893, quando, conseguito l'ordinariato, prese servizio alla cattedra di fisica sperimentale dell'Università di Parma, rimanendovi fino al 1898 quando si trasferì all'Università di Pavia alla cattedra lasciata da Adolfo Bartoli, morto improvvisamente nel 1896. Infine, nel 1904, passò all'Università di Napoli, dove completò la sua carriera universitaria, dedicandosi, con abnegazione, sia alla ricerca scientifica che alla ricostruzione dell'Istituto di Fisica che poi diresse, rendendolo propizio alla creazione di una nuova, fiorente scuola di fisica sia teorica che sperimentale.
Socio dell'Accademia delle scienze di Torino (dal 15 maggio 1910), della R. Accademia dei Lincei (dal 1921) e di altre istituzioni scientifiche italiane, condusse, già subito dopo la laurea, molti studi e ricerche in vari campi della fisica, fra cui l'elettromagnetismo, l'ottica, la termodinamica e la termoelettromeccanica dei mezzi materiali (con maggior riguardo ai materiali elastici), in particolare sul magnetismo e i fenomeni di isteresi, con risultati innovativi ed originali che aprirono nuovi indirizzi di ricerca, e grazie ai quali ricevette, nel 1900, il Premio Reale per la Fisica dall'Accademia dei Lincei. Il Museo per la storia dell'Università di Pavia raccoglie alcuni strumenti scientifici appartenuti o creati da Michele Cantone.

## Lavori principali
- "Nuovo metodo per la determinazione delle due costanti d'elasticità", Rendiconti della R. Accademia dei Lincei, 1888.
- "Deformazione del ferro dolce per la magnetizzazione", Memorie della R. Accademia dei Lincei, 1889.
- "Deformazione del nichel per la magnetizzazione", Rendiconti della R. Accademia dei Lincei, 1890.
- "Influenza del magnetismo trasversale sulle variazioni di resistenza del ferro e del nichel magnetizzati longitudinalmente", Rendiconti della R. Accademia dei Lincei, 1892.
- "Sulle aree d'isteresi elastica", Rendiconti della R. Accademia dei Lincei, 1895.
- "Influenza della magnetizzazione sulla torsione del ferro e del nichel", Rendiconti del R. Istituto Lombardo di Scienze e Lettere, 1904.
- "Ricerche intorno alla legge che regola i fenomeni magneto-elastici", Rendiconti del R. Istituto Lombardo di Scienze e Lettere, 1904.
- "Contributo allo studio delle correnti termoelettriche", Rendiconti della R. Accademia dei Lincei, 1908.
- "Considerazioni ed indagini sulla possibilità di una coesione di natura elettrica", Rendiconti della R. Accademia dei Lincei, 1917.
- "Intorno alla distribuzione delle cariche elettriche sui conduttori", Rendiconti della R. Accademia delle Scienze di Napoli, 1919.
- "Sullo spostamento elettrico di Maxwell", Rendiconti della R. Accademia delle Scienze di Napoli, 1927.
- "Nuovi studi sull'effetto Hall, particolarmente in campo debole" (con E. Bossa), Rendiconti dell'Accademia d'Italia, 1930.

## Opere principali
- Corso di fisica sperimentale per le RR. Università, 3 voll., Gennaro Majo Libraio-Editore, Napoli, 1913-16 (con successive edizioni).
- Elementi di fisica per le scuole medie, 2 voll., Tipografia-Editrice Meridionale, Napoli, 1928-29.